# Walter Mahlendorf
Walter Mahlendorf (né le 4 janvier 1935 à Sarstedt) est un athlète allemand, spécialiste du sprint et du relais 4 × 100 m.

## Biographie
Aux Jeux olympiques de Rome, il remporte la médaille d'or du relais, en tant que troisième relayeur. Dans un premier temps, l'Allemagne (équipe unifiée) n'arrive que deuxième derrière les États-Unis, disqualifiés quinze minutes après l'arrivée, pour passage du témoin hors-zone. À cette occasion, l'Allemagne égale son propre record du monde.

### Palmarès
| Date | Compétition           | Lieu      | Résultat | Épreuve   | Performance |
| ---- | --------------------- | --------- | -------- | --------- | ----------- |
| 1958 | Championnats d'Europe | Stockholm | 1er      | 4 × 100 m | 40 s 2      |
| 1960 | Jeux olympiques       | Rome      | 1er      | 4 × 100 m | 39 s 66     |

### Records
| Épreuve    | Performance | Lieu | Date |
| ---------- | ----------- | ---- | ---- |
| 100 mètres | 10 s 4      | —    | 1958 |